# König Tabakwarenhandel
König Tabakwarenhandel ist ein deutsches Groß- und Einzelhandelsunternehmen für Genussmittel, insbesondere Tabakwaren, daneben auch Spirituosen und anderes. Es zählt zu den größten der Branche in Deutschland (2006: Rang vier).
Im Jahr 2006 erzielte das Unternehmen, das seinen Sitz im oberbayrischen Geisenfeld (Landkreis Pfaffenhofen an der Ilm) hat, einen Umsatz von 100 Millionen Euro, der bis 2008 auf noch 40 Millionen sank. Es verfügte über rund 22.000 Zigarettenautomaten in Bayern, Baden-Württemberg und Sachsen. Das Unternehmen wird derzeit in der dritten Generation von Bernhard König geführt. Gründer war Heinz König, bis 2009 führte das Unternehmen Hans-Rainer König.
Im Februar 2009 wurde durch einen Leasing-Gläubiger Antrag auf Eröffnung eines Insolvenzverfahrens gestellt. Der Betrieb lief während des Insolvenzverfahrens weiter. Als Grund für die wirtschaftlichen Probleme wurde genannt, dass durch die im Jahr 2007 verschärften Jugendschutzbestimmungen für Tabakwaren hohe Investitionen zur Nachrüstung der Abgabeautomaten mit Debitkartenlesern erforderlich wurden.
Anfang Juni 2009 hat die Gläubigerversammlung dem Verkauf der Firma an eine neugegründete GmbH unter Führung von Bernhard König, Sohn des bisherigen Eigentümers, zugestimmt. Nach dem Verkauf bleiben 57 der bisherigen 103 Arbeitsplätze erhalten. Die Zahl der Zigarettenautomaten verringerte sich auf 6000.

## Besonderes
Die Lieferfahrzeuge des Unternehmens fahren seit 2001 mit Rapsöl.

## Quelle
- Tabakwarenhändler König insolvent, Donaukurier, 17. Februar 2009
- , Donaukurier, 6. Juni 2009